# ماه نخشب
ماه نَخشَب (ماه نسَف یا ماه سیام) نام ساخته دست المُقَنَع است که آن را به عنوان معجزهٔ خویش به مردم نشان می‌داد. این ماه به شکل جسمی درخشان و گرد بوده که همه شب از چاهی در نخشب بیرون می‌آمده‌است و مردم را شگفت زده می‌نموده. گفته شده که او با شگردی از طریق قرار دادن آینه‌هایی عصرها نور خورشید را بطوری بازتاب می‌داده که از دور به صورت قرص دومی از ماه دیده می‌شده. المقنع از این ساخته برای کشاندن مردم به سوی خویش برای نبرد با المهدی خلیفه عباسی بهره می‌برد.
ماهی که مقنع قرن دوم ه. ق . تا مدت چهار ماه هر شب از چاهی که پایین کوه سیام بود برمی‌آورد و چهار فرسخ در چهار فرسخ روشنایی می‌داد. این ماه را ماه کش و ماه کاشغر و ماه مقنع و ماه مُزوَّز نیز گفته‌اند.
در ادبیات ماه نخشب کنایه از ماه تقلبی و هر چیز غیر اصیل است.
از سنایی:
| روزی از وی طلب، نه از مکسب |  | از فلک ماه جو، نه از نخشب |

از نظامی:
| نه ماه، آیینهٔ سیماب داده |  | چو ماه نخشب از سیماب زاده |

از جامی:
| سه روز آن مه در آنچه بود تا شب |  | چو ماه نخشب اندر چاه نخشـب |